# Magnoliaceae
Le Magnoliacee (Magnoliaceae Juss.) sono una famiglia di piante angiosperme appartenente all'ordine Magnoliales.
Comprende piante arboree o arbustive a fogliame deciduo o perenne, che mostrano numerosi caratteri primitivi, tanto che per molti anni si è ritenuto erroneamente, che le Magnoliacee fossero state le prime Angiosperme apparse sulla terra (il fossile più antico di questa famiglia risale a 95 milioni di anni fa).

## Descrizione
La famiglia comprende alberi e arbusti sempreverdi, che presentano grandi stipole pelose decidue che lasciano cicatrici intorno ai rami giovani.
Le foglie sono semplici, alterne, disposte a spirale, picciolate, con margine intero, raramente lobate (Liriodendron), generalmente grandi e di consistenza coriacea.

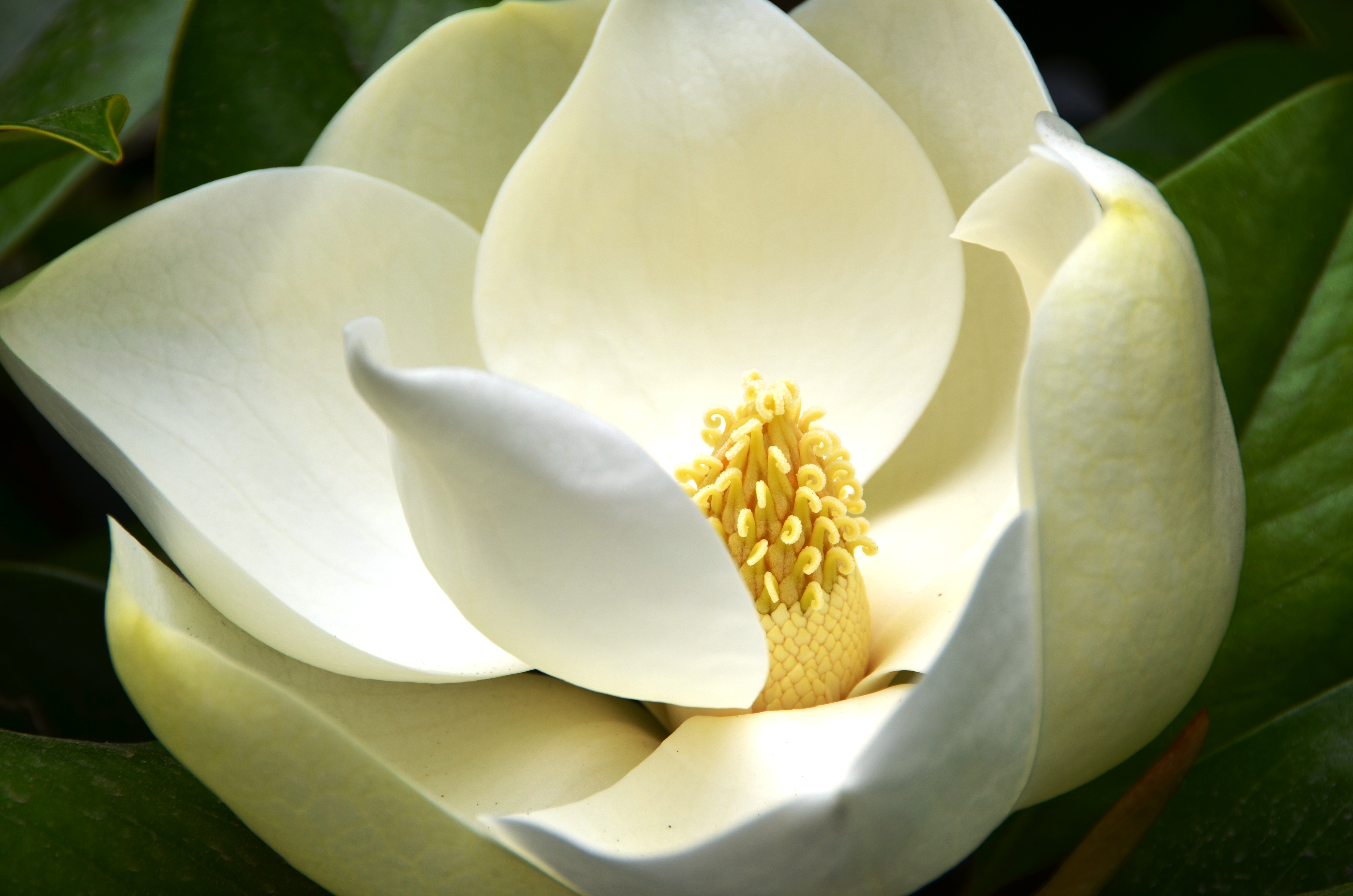
Primo piano di un fiore di Magnolia sp.

I fiori, terminali, solitari,  sono ermafroditi o più raramente unisessuali, attinomorfi, con tepali disposti a spirale (manca una netta distinzione tra petali e sepali); l'androceo e il gineceo sono provvisti di numerosi elementi liberi. Il ricettacolo è generalmente a forma di cono, su cui si inseriscono a spirale gli stami lamellari e i carpelli, ciascuno portante due ovuli.
Questa caratteristica disposizione spiraliforme di pistilli e stami attorno a un ricettacolo conico si trova in alcune angiosperme fossili ed è stata a lungo considerata come una evidenza dell'appartenenza delle magnoliacee a un ramo basale delle angiosperme.
I frutti sono dei follicoli legnosi (o delle samare nel genere Liriodendron) simili a pigne. Contengono uno o due semi di colore rosso brillante.

## Distribuzione e habitat
Nel Pliocene le magnoliacee costituivano un importante elemento della flora del clima caldo-umido dell'Europa e del bacino del Mediterraneo; successivamente i cambiamenti climatici ne hanno determinato il drastico ridimensionamento. La maggior parte delle specie vive oggi nella fascia subtropicale dell'America e dell'Asia orientale.

## Tassonomia
La famiglia comprende attualmente 2 soli generi:
- Liriodendron  (2 specie)
- Magnolia  (oltre 300 specie)

I generi Alcimandra, Aromadendron, Dugandiodendron, Kmeria, Manglietiastrum, Michelia, Parakmeria, Paramichelia, Talauma e Tsoongiodendron sono oggi inclusi nel genere Magnolia.